# Univers (logique)
Cet article concerne l'univers en logique. Pour l'Univers au sens cosmologique, voir Univers. Pour les autres significations, voir Univers (homonymie).
En mathématiques, et en particulier en théorie des ensembles et en logique mathématique, un univers est un ensemble (ou parfois une classe propre) ayant comme éléments tous les objets qu'on souhaite considérer dans un contexte donné.

## Théorie élémentaire des ensembles et probabilités
Dans de nombreuses utilisations élémentaires de la théorie des ensembles, on se place en réalité dans un ensemble général U (appelé parfois univers de référence), et les seuls ensembles considérés sont les éléments et les sous-ensembles de U ; c'est ce point de vue qui a amené Cantor à développer sa théorie en partant de U = R, l'ensemble des nombres réels. Cela permet des simplifications (par exemple, la notion de complémentaire d'un ensemble peut être rendue « absolue », en définissant par défaut le complémentaire de A comme l'ensemble des x de U n'appartenant pas à A ; de même, tout comme l'union d'une famille vide  d'ensembles  est l'ensemble vide, on pourra définir l'intersection d'une famille vide comme étant U tout entier), et se prête bien à toutes les activités usuelles des mathématiciens : l'étude de la topologie de R, par exemple, ne peut se faire dans U = R, mais il suffit pour y parvenir de changer d'univers, en prenant pour U dans ce cas l'ensemble des parties de R. Ce point de vue a été systématisé par N. Bourbaki dans sa description des structures mathématiques.
C'est également ce point de vue qui est adopté dans la plupart des modèles de base de la théorie des probabilités : on s'intéresse à un ensemble (appelé univers) sur lequel est défini une mesure, et à tous ses sous-ensembles (mesurables), appelés évènements.

## Théorie axiomatique des ensembles et théorie des modèles
D'un point de vue axiomatique, il est possible de parler  d'un « univers » en deux sens distincts : 
- d'une part, on peut considérer la classe (propre) de tous les ensembles[2], ou une restriction de cette dernière aux ensembles jugés intéressants. C'est ainsi par exemple qu'est construit l'univers de von Neumann V des ensembles de la hiérarchie cumulative, ou l'univers L des ensembles constructibles, défini par Gödel.
- D'autre part, on peut limiter cette construction à un ensemble « assez grand ». Par exemple, si α est un ordinal suffisamment grand, l'ensemble {\displaystyle V_{\alpha }} obtenu dans la construction de von Neumann contiendra en pratique tous les objets dont le mathématicien « ordinaire » peut avoir besoin. À ce sens, on parle souvent en théorie des modèles d'un univers U pour désigner un ensemble qui est un modèle de la théorie considérée (le plus souvent ZFC), c'est-à-dire tel que ses éléments (et la relation d'appartenance entre eux) vérifient tous les axiomes de la théorie. On sait néanmoins depuis Gödel que l'existence d'un tel modèle ne peut être démontrée dans ZFC[3]. La construction précédente demande donc par exemple de prendre pour α un ordinal si grand que son existence ne saurait être prouvable dans ZFC. Un tel ordinal est dit inaccessible.

## Théorie des catégories
Sans vouloir nécessairement rentrer dans tous les détails techniques précédents, certaines disciplines, telles que la théorie des catégories, ont besoin de pouvoir considérer comme un ensemble la classe de tous les objets qu'ils étudient. Grothendieck a proposé d'adjoindre à ZFC un nouvel axiome, l'axiome des univers, lequel postule que tout ensemble appartient à un univers de Grothendieck, c'est-à-dire à un ensemble stable pour les opérations usuelles définies par les axiomes de ZFC, l'union et l'ensemble des parties. Cet axiome (qui est étroitement lié à la notion de cardinal inaccessible) permet alors en pratique de construire des petites catégories (des catégories dont les éléments, objets et flèches, forment des ensembles) contenant tous les objets dont on peut avoir besoin : si U est un univers de Grothendieck, la catégorie des groupes éléments de U est une petite catégorie, ayant essentiellement les mêmes propriétés que la catégorie de tous les groupes, qui, elle, est une classe propre.